# 都市隧道

墨尔本地下轨道项目

都市隧道（英語：Metro Tunnel），又稱墨尔本都市轨道项目（英語：Melbourne Metro Rail Project），是维多利亚州政府正在为首府墨尔本建设中的一条南北纵贯中心商业区的双线通勤鐵路项目。该项目全长约9公里，投资约109亿澳元，将墨尔本城市铁路最繁忙的两条线路——西北区的Sunbury线和东南区的Cranbourne/Pakenham线通过隧道直接相连，毋需再繞经弗林德斯街车站及市區環線，從而紓缓市區環線的压力，并将大大提升城铁系统的运输能力，预计高峰时段运力能增加390,000人次。根据进一步的计划，该项目将来会与正在筹划的机场线相连。
此項目竣工後將可透過分拆現有墨爾本鐵路服務來提升整個鐵路系統的容量，從而可提供更頻密班次。都市隧道項目亦包括增設高容量訊號系統及安裝月台幕門。連帶其它相關項目，包括為各車站升級無障礙設施、引入高容量地鐵列車、沿線的平交道移除工程，沿線路廊將容許服務提升至更接近捷運水平。
州政府自2015年起開始整個項目規劃，並於2017年初展開前期工程。部分市中心地段需要封閉以便隧道及車站施工。隧道鑽挖工程自2019年開始，並於2021年完成。整個項目路段原定於2026年竣工，唯現預計可提前一年於2025年落成啟用。

## 背景
墨爾本的城市發展伊始，鐵路運輸技術亦日趨成熟，故市內鐵路網絡亦與市中心的發展密不可分。至1930年之前，墨爾本的鐵路皆以作為經濟重心的市中心為起點、呈放射式連接各個發展中的周邊地區，以供居民日常通勤之用。唯至20世紀中期，城市發展改以汽車為主導，加上連接墨爾本市郊鐵路的發展停滯不前，阻礙了城市的去中心化。對比世界上其它規模接近的城市，墨爾本長久以來過度依賴市中心核心地段作為經濟命脈。
墨尔本的第一段地下轨道交通是於1981年至1985年間逐步通车的市区环线。該路段的設計原意是將乘客分流到市中心新增的車站（即議會大廈（Parliament）、墨爾本中央（Melbourne Central）及旗杆花園（Flagstaff）），減少不必要的轉乘，一方面減輕弗林德斯街總站的壓力，另一方面提高铁路網絡的运输效率和运载量。奈何，環線的4線路軌設計反而成為了當時進出市中心10條路線的瓶颈，單向环形回路的设计亦使得市中心內的運輸效率很低。因为环线两侧之间无法直线通勤，乘客如果不想绕路就必须依赖地面的电车、骑车和步行直接来到总站换乘。同時，環線亦消耗了相當可觀的、原可用於發展其它路線的資金。因此，對鐵路系統建設的資金投入節節下跌，直至1980年發表的洛尼報告建議取消多條路線後方有改善。
2000年代初期，伴隨著人口急速膨脹，現有鐵路基建容量逐漸飽和，社會出現對現存通勤鐵路系統改革的聲音。除了運載力不敷應用外，系統其時亦面對著其它問題，包括出於缺乏資源投放的營運不善，以及於90年代末私有化而帶來企業記憶喪失，均限制了可以應對客量暴增的長遠規劃。此等問題最終導致繁忙時間整個系統都陷於擠擁。2000年代初發表的多份規劃文件均已指出，市中心核心地段以及丹特農走廊的運載量已達樽頸，唯隨之而來的並非任何針對市中心區域的工程規劃，而是認為問題可以透過影響相對輕微的營運變動得以改善的結論，以及於丹特農走廊興建第三條路軌的建議。
在州政府以外，支持大規模改善鐵路網絡的聲音愈發增加，當中不少構思都建基於興建一條位於市中心地底的全新路線。2005年，世紀報表示收到多份來自不同城市規劃專家及工程師、關於在市中心地段增建鐵路路線的建議，並公開了由蒙納殊大學Graham Currie教授所提出的規劃，於墨爾本大學與南雅拉（South Yarra）之間興建一條分別接通城市北面及東南面的隧道。其規劃同時建議對墨爾本電車系統進行全盤升級，當中包括將聖基爾達路（St Kilda Road）及雅皮士街路段升格至輕軌標準。2006年，州政府曾建議於雅拉河下方興建一條鐵路行車兩用隧道以紓緩西門大橋的擠塞情況，唯其可行性亦遭質疑。
及至2007年，由於該年度州政府未有撥款，加上來自以公共交通用戶協會為首的質疑聲音日益增加，丹特農三軌化工程正式告吹。同年稍後時間，當時的鐵路營運方Connex及Metlink亦加入呼籲政府採納Currie方案，並建議延伸至城西富士貴（Footscray）。另一邊廂，墨爾本市議會則同樣基於Currie方案，建議由北面的Jewell連接東南面的溫莎（Windsor）。

## 項目概述
此項目包括建造兩條長9公里的鐵路隧道，以及5座全新地底車站。隧道自Kensignton以南起經市中心地底至南雅拉（South Yarra）。落成及啟用後，隧道將透過Sunbury線與Cranbourne/Pakenham線，以一條地鐵模式運作的全新路線串連起墨爾本的西北面及東南面。此隧道亦將運行草擬中的機場線。合併後的全新路線將採取類似倫敦伊利沙伯綫、悉尼地鐵和巴黎大區快鐵的混合型系統運作，即既為市中心內提供頻密而快速的鐵路服務，同時亦為周邊市郊地區提供通勤服務。
5座位於市內的地底車站將設長230米的月台，大型的車站大堂，以及於墨爾本首見的全高月台幕門。為應付通車後城鐵系統的運載力增加，項目同時包括一張65列高容量地鐵列車的訂單。此款列車是為目前墨爾本城鐵系統最先進及最高載客量的列車。通車初期列車將以7卡編成運行，並保留可增加至最多10卡編成的彈性。故此，5座車站月台已有足夠位置容納10卡車。有關列車已於2020年起陸續投入服務，Pakenham東部亦已建成一座新車廠供新列車維修及停泊之用。

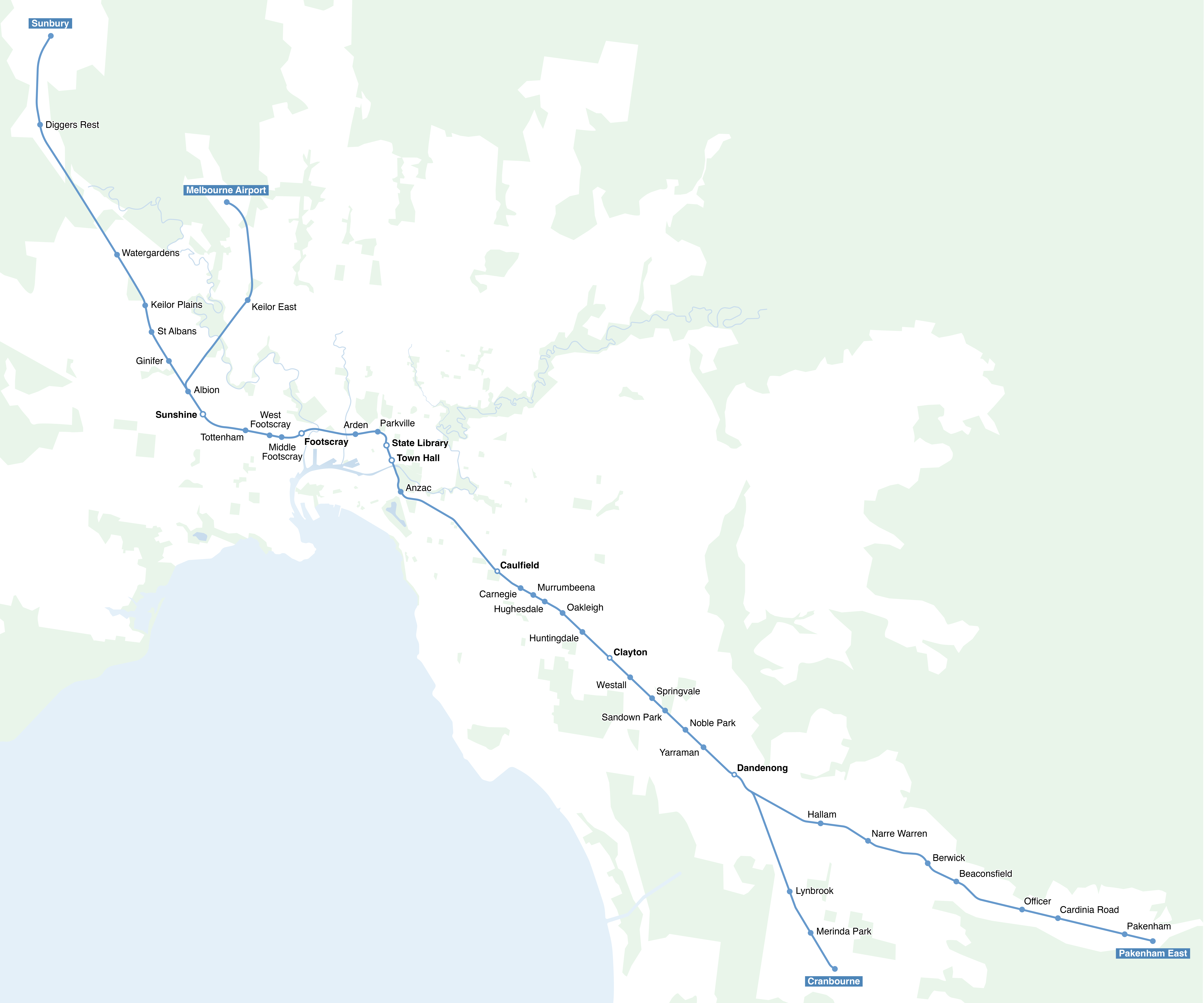
都市隧道計劃對整個地鐵化路廊預想路線圖，當中包括了East Pakenham站延線及規劃中的機場線

位於市中心的兩座車站（即州立圖書館及市鎮廳）是於Swanston Street地底採取「三筒式」的建造方法（即以隧道掘進機挖掘成三個重疊的筒形洞穴）建造。因此，此兩車站具有拱頂、高樓底的設計，以及闊達19米的月台。此二車站周邊亦將以公共運輸導向型模式開發。其餘3座（Arden、Parkville、ANZAC）則是採用明挖回填方式施工。除Arden站外，其餘車站皆設有多個出入口，ANZAC站地面更設有一個配備巨型木製圓頂、可直接轉乘電車的轉車站。Arden站則會成為墨爾本北面內城區市區更新計劃的重心。
項目亦包括於West Footscray站增建一條折返側線及月台，以便增加此站為起訖點的額外班次。都市隧道沿線以及機場支線亦會安裝移動式閉塞訊號系統，令整個路段的班次密度可以增至每2分鐘一班。是次亦為全澳首例將高容量訊號系統安裝於舊有鐵路路廊。沿線車站月台亦已延長，以容納更長編成的列車停靠。

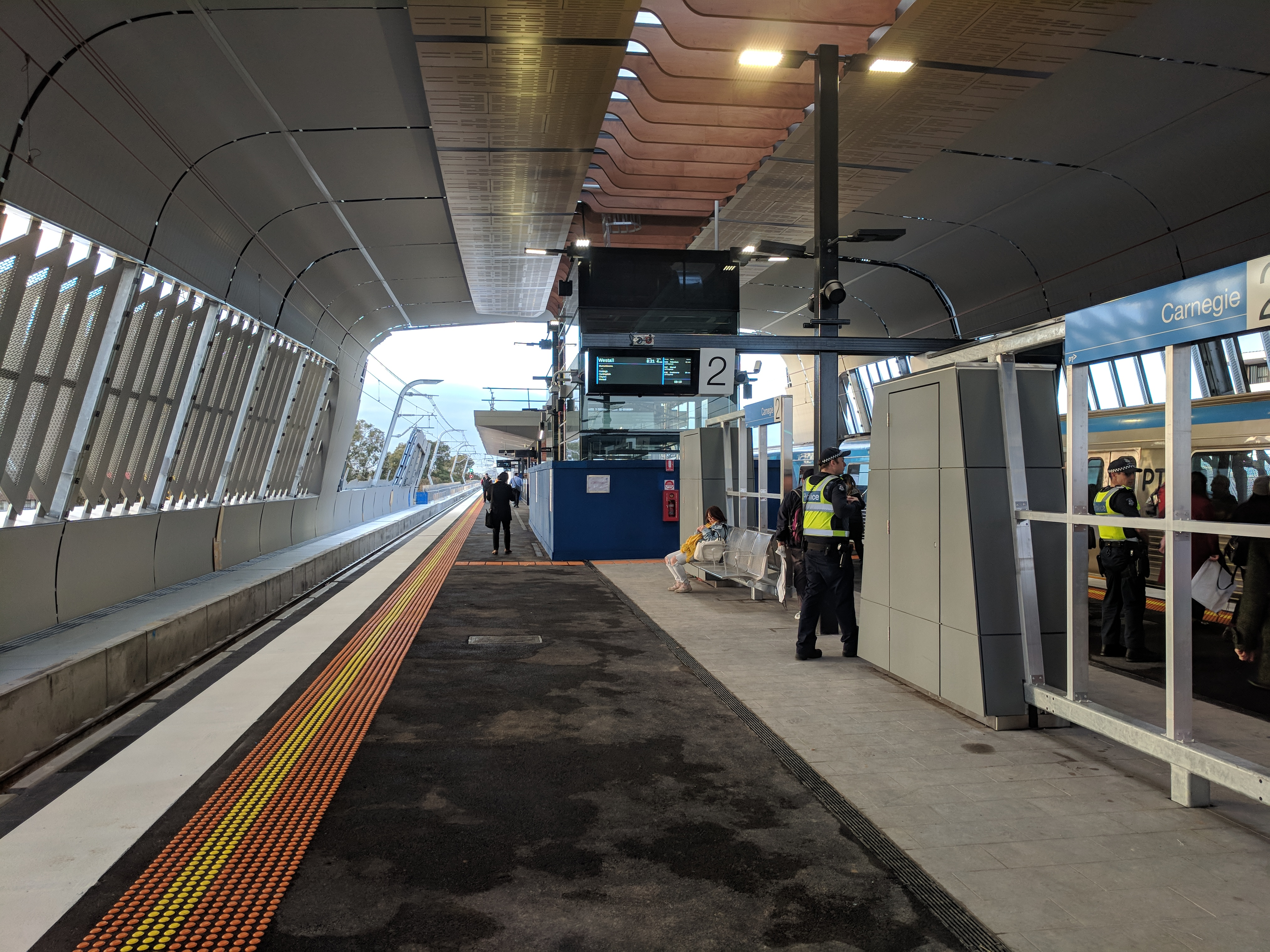
重建後獲高架化的Carnegie站

伴隨都市隧道工程的，尚有多項由維多利亞州政府推動沿線、乃至整個鐵路網絡的基建升級工程，以將整個城鐵系統提升至地鐵水平。2018年，州政府於該年度財政預算案中公佈了Sunbury線升級工程，其內容包括沿線車站月台延長、車站無障礙化、新增及升級現有電力設施、新建車輛停泊設施，以及移除沿線的Gap Road平交道。Cranbourne線升級工程則包括移除沿線平交道，以及為一段長達8公里的路段進行複線化。另外，Cranbourne線延伸至Clyde的路段亦在規劃中，唯有關草擬尚未獲政府撥款。
平交道移除工程移除了Cranbourne/Pakenham線沿途多個平交道。當中涉及9個於Caulfield與丹特農（Dandenong）之間的平交道，高架化路段長達9公里，其中4個車站更需重建。此等工程已於2017年竣工。工程亦包括將Pakenham線延長至毗鄰新建車廠的新車站。
上述項目完工後，全新路線將擁有一個配備高容量訊號系統、完全垂直獨立的路廊，亦即意味著路線班次將可更加頻密。預計整個項目將可為每日繁忙時間增加39,000人次的載客量。若及後改以10卡車運作，更可再添41,000人次。

## 路線變更
工程完成後，Sunbury線及Cranbourne/Pakenham線將透過都市隧道，連接並合併為一條貫穿市中心的全新路線。多條現有路線亦會隨之有所變動。根據運輸和規劃部於2018年公佈的規劃，Williamstown線及Werribee線將與Frankston線分拆，並改經弗林德斯街高架橋連接Sandringham線。Frankston線則重新以市區環線作為北端的終點。受惠於Sunbury線及Cranbourne/Pakenham線改道而行，市區環線獲騰空出來的容量將可用於增加其餘途經路線的繁忙時間班次，尤其是將無需再與Sunbury線共用市區環線段路軌的Craigieburn線和Upfield線。

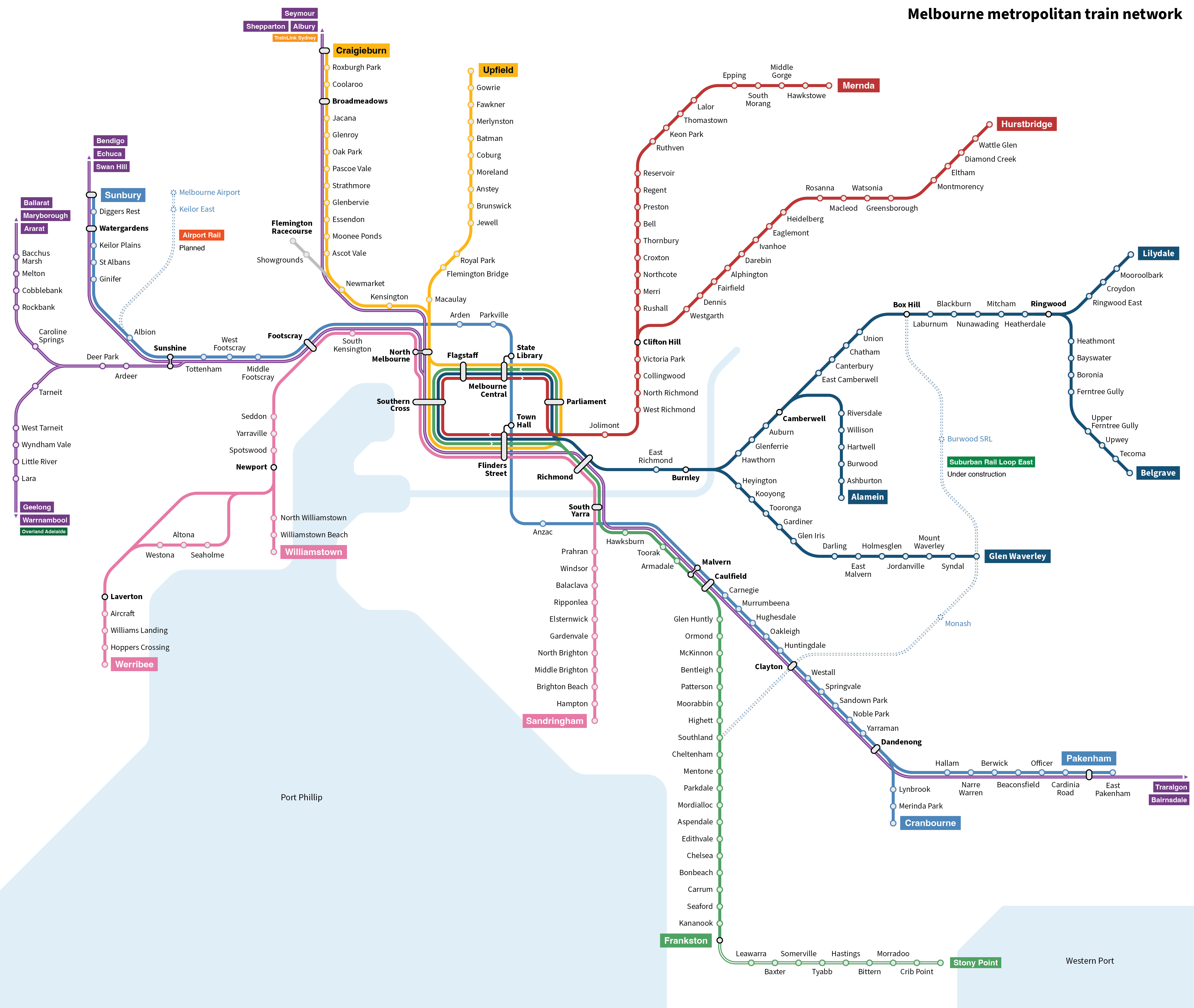
現時墨爾本鐵路網
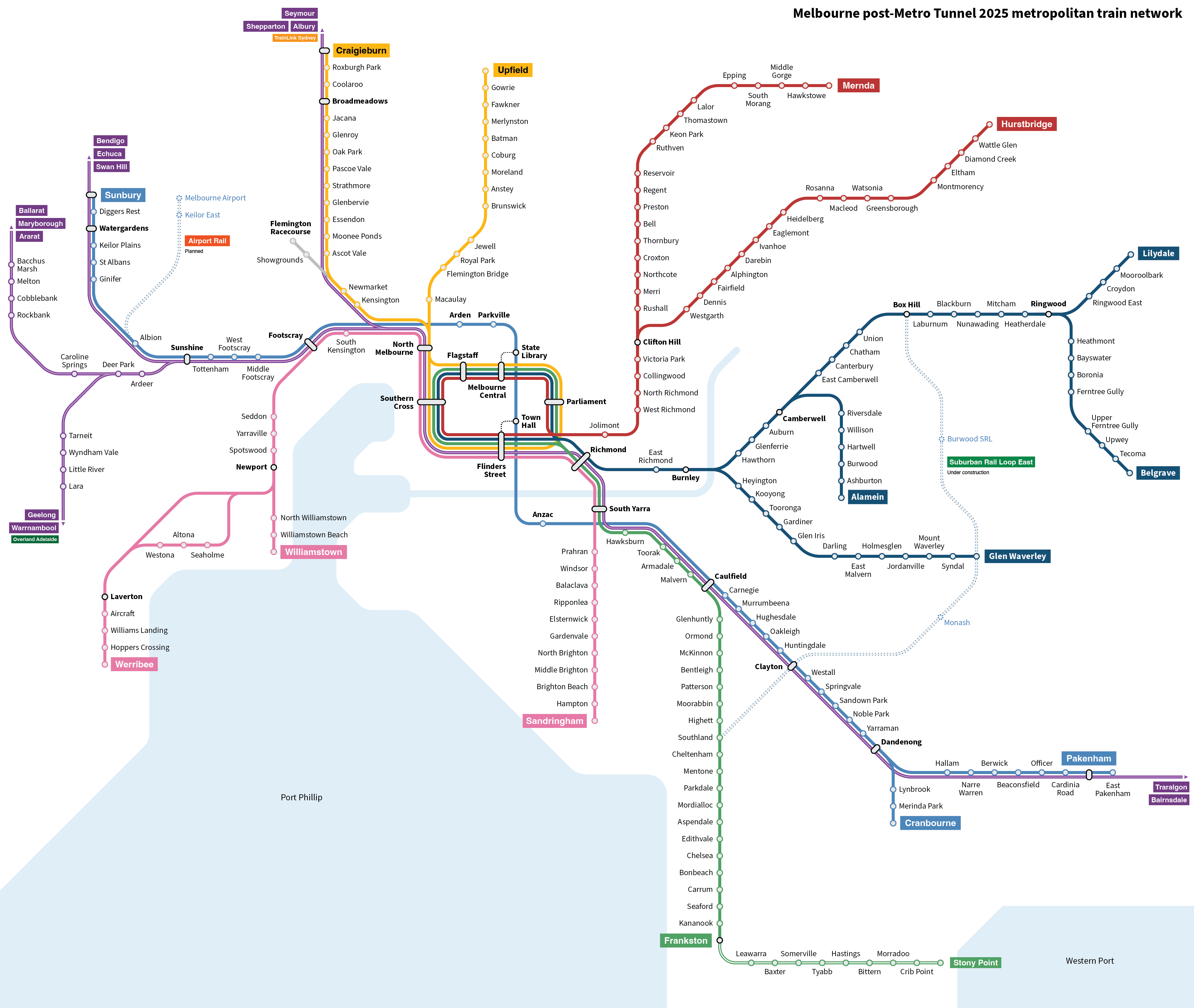
都市隧道通車後經重組鐵路網

於2016年發表關於本計劃的商業論證文件披露，隧道已包含了一條全新的電氣化、可通往Melton的支線。文件亦指出啟用初期繁忙時間將有19班西行列車及18班東行列車使用隧道，並預期於Melton支線啟用後會分別增至21及23班。唯有關規劃已被及後推出的機場線計劃取代。
在2022/23年度財政預算案中，州政府已預留撥款予墨爾本都會列車增聘和培訓300名列車司機及車站職員，為隧道於2025年通車做好準備。

### 電車網絡

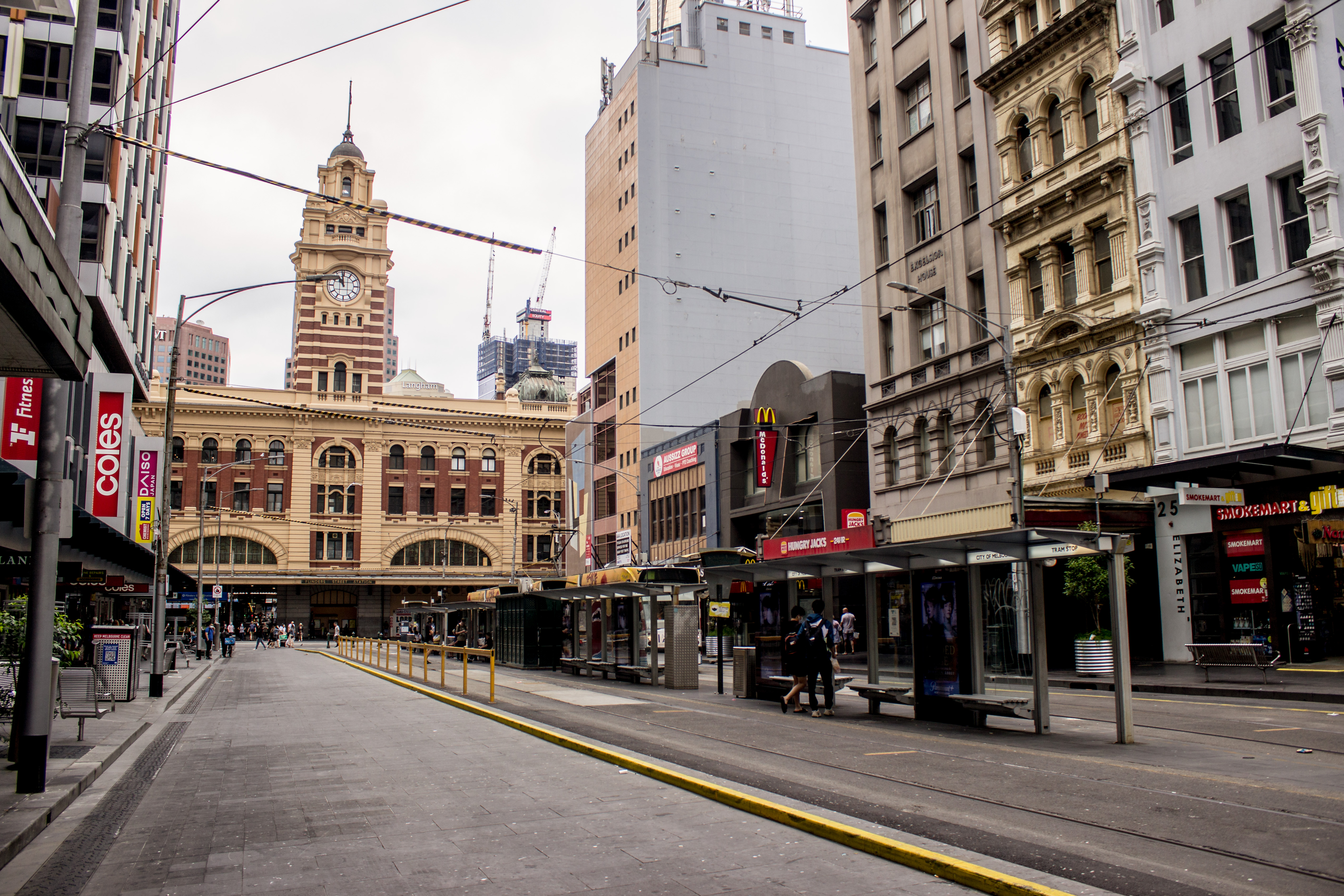
伊利沙伯街電車總站現況。都市隧道通車後，電車將可於此處直通弗林德斯街

都市隧道計劃的另一目標是為紓緩Swanston Street電車路廊的擠塞情況。而隨著隧道的落成及啟用，市中心的墨爾本電車網絡亦將出現重大變化。
除都市隧道本身外，此計劃亦包含多項系統連接及升級項目。其中於南墨爾本Park Street及市中心弗林德斯街路面鋪設的新路軌，將電車可於現時位於伊利沙伯街的電車總站轉入弗林德斯街，部分路線得以從Swanston Street轉移到市中心西端，重新平均分佈市中心區內的電車服務，從而減少系統對伊利沙伯街及弗林德斯街路廊的依賴。
於2016年的商業論證文件中，5號線及64號線將改為取道Park Street及史賓塞街，並以濱海港區為新總站。另外，現以伊利沙伯街為起訖點的電車路線，則將沿弗林德斯街前往市中心以外、分別設於墨爾本公園和Jolimont的新總站。
2017年，位於南雅拉Toorak Road West的新路軌啟用。原於Domain Road上的線路則暫時停用以便興建ANZAC站。同時，原有的8號線及55號線則合併為58號線。

## 车站
全线五座车站均为新建的地下车站，从南往北穿过墨尔本市中心，依次为ANZAC、市镇厅、州立图书馆、Parkville和Arden。隧道的北段在Parkville站之后向西转通过Arden站连接South Kensington站，南侧向东转连接南雅拉（South Yarra）站。

### ANZAC站
ANZAC（澳新军团）站位于墨尔本市南区Albert Road和Domain Road交叉口南侧的聖基爾達路下方，临近现在墨尔本电车的Domain Interchange转乘站，因此原称Domain站。车站拥有4个出入口，得名于北面纪念澳新军团的墨尔本战争纪念馆。

### 市镇厅站
市镇厅（Town Hall）站原称市中心南站（CBD South），位于墨尔本市中心南侧弗林德斯街和Collins Street之间的Swanston Street地下，拥有7个出入口。车站将会设有和现在的弗林德斯街站的地下换乘通道。

### 州立图书馆站
州立图书馆（State Library）站原称市中心北站（CBD North），位于墨尔本市中心北部La Trobe Street和Franklin Street之间的Swanston Street地下，拥有3个出入口。和市镇厅站一样，车站将会设有和现在的墨尔本环线市中心站的地下换乘通道。

### Parkville站
Parkville站位于墨尔本市中部帕克维尔区的Royal Parade和Leicester Street之间的Grattan Street地下，在州图书馆站以北距离大约1（0.62英里），拥有4个出入口。车站主要将服务于北面的墨尔本大学以及西面的皇家墨尔本医院（Royal Melbourne Hospital）、皇家妇女医院（Royal Women's Hospital）和彼得·麦卡勒姆癌症中心（Peter MacCallum Cancer Centre）三家公立医院。

### Arden站
Arden站位于北墨尔本区的Arden Street和Laurens Street的转角，车站初期将会建造1个出入口，位于东侧；第二个出口则将会在将来建造在车站西侧。本站在初期命名为Arden，而后在州政府公布正式名称时改称“北墨尔本”（North Melbourne）站，同时也宣布将在项目启用时将现有的北墨尔本站改成“西墨尔本”（West Melbourne）站。不过在2020年初，这一改名计划被州政府放弃，该车站的正式名称将采用最初公布的“Arden”。